# Associazione Sportiva Massese 1977-1978
Questa pagina raccoglie le informazioni riguardanti l'Associazione Sportiva Massese nelle competizioni ufficiali della stagione 1977-1978.

## Rosa
| N. |                   | Ruolo | Calciatore           |
| -- | ----------------- | ----- | -------------------- |
|    | Italia (bandiera) | D     | Irmo Antonioli       |
|    | Italia (bandiera) | C     | Antonio Battistini   |
|    | Italia (bandiera) | A     | Claudio Betti        |
|    | Italia (bandiera) | P     | Enzo Bravi           |
|    | Italia (bandiera) | D     | Giampiero D'Angiulli |
|    | Italia (bandiera) | C     | Giuseppe Dell'Era    |
|    | Italia (bandiera) | D     | Luciano Filippi      |
|    | Italia (bandiera) | P     | Oriano Gavioli       |
|    | Italia (bandiera) | C     | Riccardo Guidugli    |
|    | Italia (bandiera) | P     | Marco Magnani        |
|    | Italia (bandiera) | A     | Egidio Malpeli       |
|    | Italia (bandiera) | D     | Roberto Manini       |

| N. |                   | Ruolo | Calciatore         |
| -- | ----------------- | ----- | ------------------ |
|    | Italia (bandiera) | A     | Gian Piero Menconi |
|    | Italia (bandiera) | C     | Paolo Meucci       |
|    | Italia (bandiera) | C     | Sergio Orlandi     |
|    | Italia (bandiera) |       | Pantaleoni         |
|    | Italia (bandiera) |       | Pucci              |
|    | Italia (bandiera) | D     | Arnaldo Ricci      |
|    | Italia (bandiera) | A     | Daniele Rossi      |
|    | Italia (bandiera) | C     | Libero Tognini     |
|    | Italia (bandiera) | D     | Domenico Vita      |
|    | Italia (bandiera) | D     | Vittorio Zanella   |
|    | Italia (bandiera) | A     | Maurizio Zanotti   |